# Colonești (okręg Aluta)
Colonești – wieś w Rumunii, w okręgu Aluta, w gminie Colonești. W 2011 roku liczyła 598 mieszkańców.